# گریونرست، انتاریو
گریونرست، انتاریو (به انگلیسی: Gravenhurst, Ontario) یک منطقهٔ مسکونی در کانادا است که در شهرداری ناحیه موسکوکا واقع شده‌است. گریونرست ۱۲٬۳۱۱ نفر جمعیت دارد.